# Abi Youcef
Abi Youcef là một đô thị thuộc tỉnh Tizi Ouzou, Algérie. Dân số thời điểm năm 2002 là 7.743 người.